# Klok en hamer

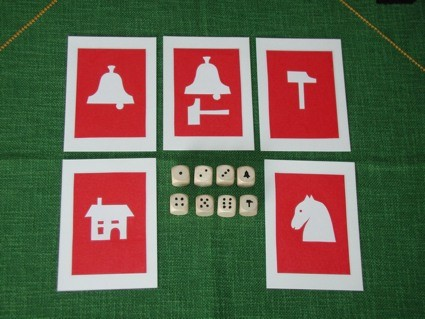
Kaarten en dobbelstenen

Klok en hamer of Schimmelspel is een gezelschapsspel dat in het begin van de 20e eeuw populair was.
Het spelmateriaal bestaat uit:
- 5 kaarten met afbeeldingen:
  - Klok
  - Hamer
  - Klok-en-hamer
  - Schimmel
  - Herberg
- 8 dobbelstenen. Op een van de vlakken staat een cijfer (1-6), een klok of een hamer. De andere vijf vlakken zijn blank.
- 120 fiches.

Er bestaan ook andere versies, met meer kaarten en meer dobbelstenen.
Volgens sommigen wordt met de benaming schimmelspel zo'n uitgebreide versie bedoeld.

## Spelverloop
De kaarten worden bij opbod aan de spelers verkocht.
De spelers betalen met fiches die in de algemene kas worden gestort.
De speler die de Schimmel heeft begint.
Afhankelijk van de worp van de dobbelstenen betaalt hij een bedrag aan een andere speler of ontvangt hij een bedrag uit de kas.
Over het algemeen gelden de volgende regels:
| Worp                                  | Actie |
| ------------------------------------- | --- |
| Alleen cijfers, geen Klok of Hamer    | de speler ontvangt het totaal van de cijfers uit de kas. |
| Cijfers en Klok en/of Hamer           | de speler betaalt het totaal van de cijfers aan degene die de desbetreffende kaart (dus Klok, Hamer, of Klok-en-hamer) heeft. Heeft hijzelf die kaart, dan ontvangt hij het bedrag uit de kas. |
| Alleen blanke dobbelstenen            | de speler betaalt 1 fiche aan de speler die de Schimmel heeft. Heeft hij zelf de Schimmel, dan ontvangt hij een fiche van elke speler.                                                         |
| Geen cijfers, alleen Klok en/of Hamer | de speler die de desbetreffende kaart heeft, betaalt 1 fiche aan de speler die de Schimmel heeft.                                                                                              |

Is de kas na uitbetaling leeg, dan is het spel direct afgelopen.
De speler die de Herberg heeft, krijgt 12 punten extra.
De speler met de meeste fiches heeft gewonnen.
Bevat de kas te weinig fiches om een bedrag uit te betalen, dan gaat het spel verder.
De speler die aan de beurt is moet het verschil tussen de worp en de inhoud van de kas betalen aan de speler die de Herberg heeft.
Vanaf nu gelden bovendien de volgende regels:
| Worp                        | Actie |
| --------------------------- | --- |
| Alleen cijfers              | de speler vult de kas aan tot er minstens zo veel fiches in de kas zijn als het totaal der cijfers.                                    |
| Cijfers en Klok en/of Hamer | de speler die de desbetreffende kaart heeft, vult de kas aan tot er minstens zo veel fiches in de kas zijn als het totaal der cijfers. |

Een speler die in geldnood is kan een kaart aan een andere speler verkopen.
Heeft hij geen kaarten en geen fiches meer, dan kan hij niet meer meespelen.

## Trivia
- De benaming klok en hamer is misschien een verkeerde vertaling. Het zou dan klok en klepel moeten zijn. Meestal is er echter wel degelijk een hamer op de kaarten afgebeeld.